# Georges Engel
Ne doit pas être confondu avec George Engel.
Pour les articles homonymes, voir Engel.
Georges Engel, né le 7 septembre 1968 à Differdange (Luxembourg), est un homme politique luxembourgeois, membre du Parti ouvrier socialiste luxembourgeois (LSAP).

## Biographie
Né le 7 septembre 1968, Georges Engel est infirmier et assistant d'hygiène sociale de formation. Il fait ses études à Bruxelles en Belgique avant de retourner au Luxembourg et commencer sa carrière professionnelle. 

### Politique locale
C'est à l'âge de vingt-quatre ans que Georges Engel adhère au LSAP. Il est élu au conseil communal de la commune de Sanem en 1993 avant d'être nommé à la fonction de bourgmestre en 2005. Bien qu'il y ait une baisse du poids électoral du LSAP dans la commune mais sans que cela entraîne une perte dans le nombre de sièges au conseil, la coalition avec le Parti populaire chrétien-social (CSV) est maintenue après les communales d'octobre 2017. En juin 2020, il annonce démissionner de ses fonctions de bourgmestre de la commune de Sanem qu'il occupe depuis quinze ans afin de se consacrer pleinement à son travail à la Chambre.

### Politique nationale
En raison de l'élection de Lydie Err comme médiatrice au Parlement, Georges Engel fait entrée au sein de la Chambre des députés pour la circonscription Sud où il représente le Parti ouvrier socialiste luxembourgeois. Il est réélu dans la même circonscription pour les élections législatives anticipés du 20 octobre 2013 et législatives du 14 octobre 2018. Président de la Commission du Travail, de l'Emploi et de la Sécurité sociale depuis décembre 2018, il est également membre de plusieurs autres commissions parlementaires. À la suite de la nomination de Alex Bodry au Conseil d'État, Georges Engel lui succède en tant que chef de fraction des socialistes au Parlement.